# Selección de rugby de Chile
La selección de rugby de Chile, conocida como Los Cóndores, es el equipo representativo de dicho país en la categoría masculina de rugby, en los campeonatos oficiales organizados por Sudamérica Rugby y de World Rugby así como en otras competencias internacionales.
Históricamente es considerada como la 3.ª mejor selección sudamericana después de la argentina y la uruguaya y 5.ª a nivel americano. Se ubica actualmente en el 20.o puesto de la clasificación mundial de la World Rugby Ranking (su mejor ubicación en la historia del ranking).

## Uniforme

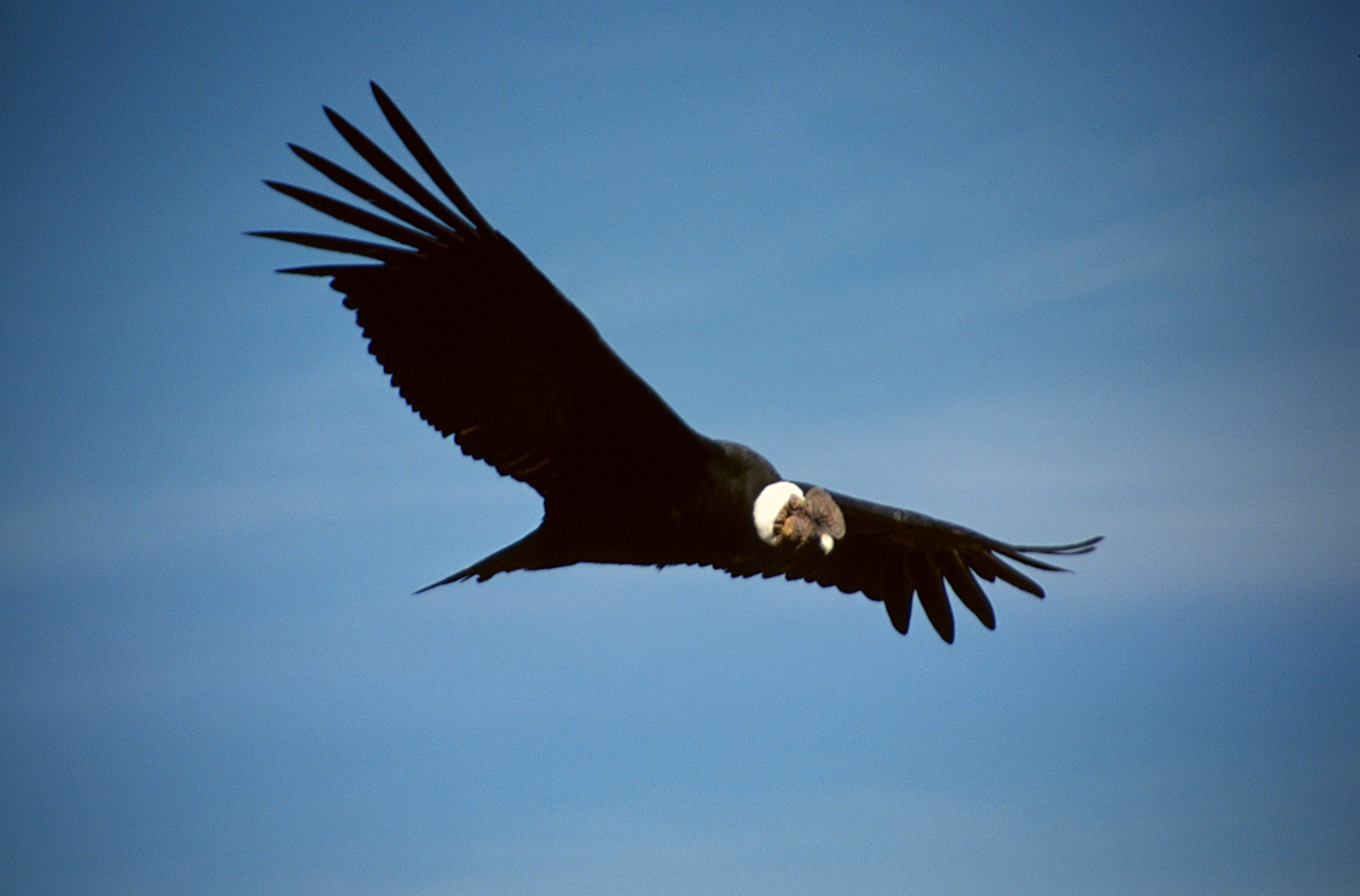
El cóndor es el animal con el que coloquialmente se conoce al representativo de la selección chilena de rugby

La camiseta es del color rojo de la bandera de Chile. En el lado derecho del pecho se ubica la estrella que es emblema del país, único en el mundo. Del lado izquierdo se encuentra el escudo de Cóndores, nacido en diciembre de 2017 luego de un estudio de marca en pos de ajustarse a nuevas corrientes internacionales del rugby, se reemplaza la insignia de la Federación de Rugby de Chile por el Cóndor, en actitud de líneas más agresivas. El plantel de Cóndores lleva el escudo del Cóndor con la palabra "Cóndores", los otros planteles (7s, M20, M19, M18 y Femenino) llevan el escudo con la palabra Chile/rugby y el plantel bajo él, desde el año 2024 el uniforme es confeccionado por la marca ecuatoriana Marathon.

## Historia

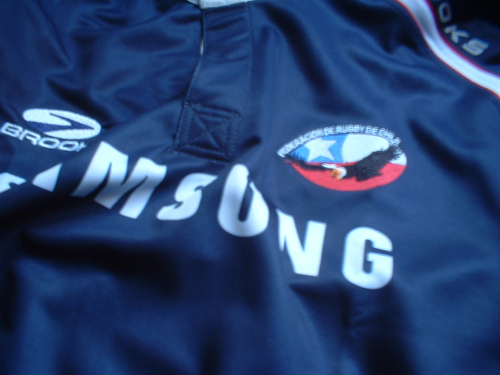
Camiseta de reserva de la selección chilena de rugby.

Aunque no se tiene definido la data exacta del inicio del rugby en Chile, se presume que la colonia inglesa introdujo el juego al país. En 1894 se desarrollaría el primer partido de rugby oficial entre un seleccionado de la ciudad de Iquique y un representativo de las salitreras del norte del país, y también hay registro de un primer encuentro jugado en la ciudad de Concepción en el año 1899.
La formación de la selección se realiza en 1935 bajo el nombre de Unión de Rugby de Chile, que posteriormente en 1953 pasaría a llamarse Federación de Rugby de Chile.
El 20 de septiembre de 1936 en el marco de la celebración de los 400 años de Valparaíso se registra el primer partido de una Selección de Chile contra la selección Argentina, perdiendo por 29-0, siendo además el primer partido entre dos selecciones sudamericanas, siete días después se repetiría el mismo duelo con una nueva victoria de Argentina por 31-3.
En agosto de 1938, Chile realiza su primera gira internacional viajando a Buenos Aires, Argentina, enfrentando al seleccionado argentino en dos ocasiones perdiendo en ambas por marcadores de 33-3 y 25-3, durante la gira también enfrenta a Olivos Rugby Club y Old Georgian.
En 1948 realiza una nueva gira a Argentina, enfrentando a Hindú Club y al seleccionado uruguayo en lo que sería el primer encuentro del conjunto charrúa logrando una victoria de 21 a 3.
En 1951, el seleccionado participó en el primer campeonato sudamericano finalizando en la tercera posición.
Entre 1958 y 1981, los Cóndores lograron siete subcampeonatos en el Campeonato Sudamericano en las ediciones de 1958, 1961, 1967, 1969, 1971, 1975 y 1981.
En el año 1983 realizan una gira a Sudáfrica jugando 10 partidos, logrando ganar 3 de ellos (Transkei, Epra-Sedra y Boland Colleges), y recibe al seleccionado de África del Sudoeste (actual Namibia) en Santiago, triunfando por 33 a 30.
Aunque no hubo ronda clasificatoria para el primer mundial de rugby, y no entró a la segunda, Chile pudo intentar clasificar para la Copa Mundial de Rugby de 1995, no pudiendo derrotar a sus pares uruguayos y argentinos aunque si derrotó a los paraguayos.
En las clasificatorias para la Copa Mundial de Rugby de 1999 logró victorias sobre Bermudas, Trinidad y Tobago y Paraguay, pero no logró vencer a Uruguay no logrando clasificar a la cita mundialista.
En 2002 participaron de la clasificación para la Copa Mundial de 2003, logrando dos victorias, una frente a Estados Unidos y la otra frente a Uruguay, finalizando en la cuarta posición, esta fue la ocasión en la que los Cóndores estuvieron más cerca de clasificar a la Copa Mundial, quedando solo a 19 puntos de Estados Unidos quienes clasificaron a un repechaje intercontinental en el cual vencieron a España.
En las eliminatorias para la Copa Mundial de Rugby de 2007, 2011, 2015 y 2019, no pudo clasificar al no poder vencer al seleccionado uruguayo en la ronda final sudamericana.
En 2011, los seleccionados Donald Campbell e Ian Campbell fueron incluidos como miembros del Salón de la Fama de World Rugby.
En 2015 obtiene por primera vez el Campeonato Sudamericano A, de manera invicta, venciendo a las selecciones de Brasil, Paraguay y Uruguay.
En 2016, se incorpora al Americas Rugby Championship, la competición más importante del continente, durante el año juegan 11 partidos, entre los cuales destacan los 2 jugados frente a Corea del Sur, logrando un saldo de 3 victorias, 1 empate y 7 derrotas.
El año 2017, siguiendo con la lógica del año anterior los Cóndores juegan una inédita cifra de 13 test-matches, 5 por el Americas Rugby Championship, 3 por el Sudamericano, 1 por la Sudamérica Rugby Cup, 3 por la Cup of Nations en Hong Kong, además de un test-match en Alemania, finalizando la temporada con un balance de cuatro triunfos y nueve derrotas.
En septiembre de 2021, derrotó por primera vez a un seleccionado argentino, con un marcador de 25 a 24, encuentro disputado en el Estadio San Carlos de Apoquindo. Con este triunfo, Chile obtuvo la Copa Trasandina. En octubre del mismo año, en el marco de las clasificatorias al mundial de Francia 2023, los Cóndores vencieron por primera vez a Canadá, eliminando por primera vez a la selección norteamericana de la cita planetaria. En noviembre, realizaron una gira a Europa y jugaron con Rusia, logrando vencerlos en los dos partidos disputados en Sochi.
En julio de 2022, enfrentó a Estados Unidos por el último cupo de América para el mundial de Francia 2023, logrando clasificar a su primer mundial luego de vencer en la serie por un marcador global de 52 a 51, durante el transcurso del partido de ida Rodrigo Fernández anotó un try en una embarrada cancha del Estadio Santa Laura que fue premiado por World Rugby como el try del año.
El 10 de septiembre de 2023 los Cóndores iniciaron su primera participación en la Copa Mundial de Rugby enfrentando al seleccionado de Japón, siendo derrotados por un marcador de 42 a 12, durante el encuentro el seleccionado chileno logró sus primeros puntos en la cita mundialista los que fueron anotados por Rodrigo Fernández mediante un try, posteriormente los Cóndores sufrieron derrotas frente a Samoa, Inglaterra y Argentina, contra estos últimos por un resultado de 59 a 5, siendo el primer enfrentamiento entre dos selecciones sudamericanas por el Mundial.
El 20 de julio de 2024, los cóndores disputaron su primer partido en el principal recinto deportivo del país, el Estadio Nacional Julio Martínez Prádanos, el encuentro fue frente al seleccionado de Escocia perdiendo por un marcador de 52 a 11, frente a un público de 24.888 espectadores, un aforo récord para un partido de rugby en Chile.

## Centros de Alto Rendimiento
En 2019 con la llegada del profesionalismo con el ingreso de Selknam a la Súper Liga Americana de Rugby, Chile Rugby inició la formación de cuatro Centros de Alto Rendimiento (CAR) con el apoyo de World Rugby con la finalidad de elevar el nivel del rugby a nivel nacional mejorando la formación de nuevos jugadores para los seleccionados nacionales, capacitación de entrenadores y creación de seleccionados regionales con los integrantes de cada uno de los Centros.
A finales de 2019 se inaugura el primer CAR en las instalaciones del Parque Mahuida en la comuna de La Reina en la Región Metropolitana.
En 2020 se inauguraron los nuevos Centros de Alto Rendimiento de Antofagasta, Viña del Mar y Concepción.
Tras la clasificación a la Copa del Mundo de Rugby de Francia 2023, el presidente Gabriel Boric comprometió los fondos necesarios para la mejora del CAR Santiago para convertirse en la casa de los Cóndores en un proyecto que incorpora una cancha de pasto sintético con graderías e iluminación, sumado a instalaciones administrativas y deportivas entre las que se incluyen camarines, gimnasio, salas de fisioterapia y de recuperación médica.

## Últimos partidos y próximos encuentros
- Anexo:Partidos de la selección de rugby de Chile y Anexo:Partidos no oficiales de la selección de rugby de Chile

En la tabla siguiente se detallan los últimos partidos disputados por la selección de rugby de Chile, además de sus próximos encuentros.
| 14 de septiembre de 2024 | Chile | 28 - 0 | Argentina XV |  |  |

| 28 de septiembre de 2024 | Chile | 64 - 0 | Paraguay |  |  |

| 6 de octubre de 2024 | Chile | 36 - 10 | Brasil |  |  |

| 9 de noviembre de 2024 | Canadá | 14 - 44 | Chile |  |  |

| 16 de noviembre de 2024 | Países Bajos | 20 - 17 | Chile |  |  |

| 23 de noviembre de 2024 | Escocia A | 19 - 17 | Chile |  |  |

| 5 de julio de 2025 | Chile | 40 - 16 | Rumania |  |  |

| 19 de julio de 2025 | Brasil | 21 - 35 | Chile |  |  |

| 29 de julio de 2025 | Chile | 35 - 20 | Brasil |  |  |

## Palmarés
- Sudamericano de Rugby A (1): 2015
- Americas Rugby Trophy (1): 2022

## Participación en copas
| - Nueva Zelanda 1987: no invitado - Inglaterra 1991: no entró - Sudáfrica 1995: no clasificó - Gales 1999: no clasificó - Australia 2003: no clasificó - Francia 2007: no clasificó - Nueva Zelanda 2011: no clasificó - Inglaterra 2015: no clasificó - Japón 2019: no clasificó - Francia 2023: fase de grupos - Australia 2027: por clasificar - Chile / Uruguay 2004: 3.er puesto. - Georgia / Portugal 2005: 4.º puesto (último) - ARC 2016: 6.º puesto (último) - ARC 2017: 6.º puesto (último) - ARC 2018: 6.º puesto (último) - ARC 2019: 6.º puesto (último) - Sudamericano 1951: 3.er puesto - Sudamericano 1958: 2.º puesto - Sudamericano 1961: 2.º puesto - Sudamericano 1964: 4.º puesto (último) - Sudamericano 1967: 2.º puesto - Sudamericano 1969: 2.º puesto - Sudamericano 1971: 2.º puesto - Sudamericano 1973: 3.er puesto - Sudamericano 1975: 2.º puesto - Sudamericano 1977: 3.er puesto - Sudamericano 1979: 3.er puesto - Sudamericano 1981: 2.º puesto - Sudamericano 1983: 3.er puesto - Sudamericano 1985: 3.er puesto - Sudamericano 1987: 3.er puesto - Sudamericano 1989: 3.er puesto - Sudamericano 1991: 3.er puesto - Sudamericano 1993: 4.º puesto - Sudamericano 1995: 3.er puesto - Sudamericano 1997: 3.er puesto - Sudamericano 1998: 3.º puesto | - Sudamericano A 2000: 3.er puesto (último) - Sudamericano A 2001: 3.er puesto - Sudamericano A 2002: 3.er puesto - Sudamericano A 2003: 3.er puesto - Sudamericano A 2004: 3.er puesto - Sudamericano A 2005: 3.er puesto (último) - Sudamericano A 2006: 3.er puesto (último) - Sudamericano A 2007: 3.er puesto (último) - Sudamericano A 2008: 3.er puesto (último) - Sudamericano A 2009: 3.er puesto - Sudamericano A 2010: 3.er puesto - Sudamericano A 2011: 2.º puesto - Sudamericano A 2012: 3.er puesto - Sudamericano A 2013: 3.er puesto - Sudamericano A 2014: 4.º puesto (último) - Sudamericano A 2015: Campeón invicto - Sudamericano A 2016: 2.º puesto - Sudamericano A 2017: 2.º puesto - Sudamericano A 2018: 3.er puesto - Sudamericano A 2019: 3.er puesto - Sudamericano A 2020: 2° puesto - Sudamericano A 2025: En disputa - Consur Cup 2014: 3.er puesto (último) - Consur Cup 2015: no clasificó - SRC 2016: 3.er puesto (último) - SRC 2017: 3.er puesto (último) - Cross Border del Oeste 2009: 2.º en el grupo - Cross Border 2010: 4.º en el grupo - Cross Border 2011: 3.º en el grupo - Urucup 2015: 6.º puesto (último) - Cup of Nations 2017: 3.º puesto - Copa Trasandina 2021: Campeón - Americas Rugby Trophy 2022: Campeón invicto - Tour de Corea del Sur 2016: (1 - 1) |

## Jugadores
- Lista de jugadores convocados para la Ventana Internacional de julio de 2024.[22]

| Nombre                    | Pos.          | Edad          | Partidos      | Equipo                 |
| Primera Línea             | Primera Línea | Primera Línea | Primera Línea | Primera Línea          |
| ------------------------- | ------------- | ------------- | ------------- | ---------------------- |
| Norman Aguayo             | Pilar         | 23 años       | 0             | Selknam Rugby          |
| Javier Carrasco           | Pilar         | 27 años       | 22            | Selknam Rugby          |
| Simón Donoso              | Pilar         | 23 años       | 0             | Selknam Rugby          |
| Salvador Lues             | Pilar         | 25 años       | 15            | Selknam Rugby          |
| Augusto Böhme             | Hooker        | 28 años       | 25            | New Orleans Gold       |
| Diego Escobar             | Hooker        | 25 años       | 7             | Racing 92              |
| Matías Dittus             | Pilar         | 32 años       | 25            | CA Périgueux           |
| Ignacio González          | Pilar         | 21 años       | 0             | Selknam Rugby          |
| Iñaki Gurruchaga          | Pilar         | 29 años       | 13            | Selknam Rugby          |
| Baltazar Gurruchaga       | Pilar         | 24 años       | 0             | Selknam Rugby          |
| Vittorio Lastra           | Pilar         | 29 años       | 23            | Rugby Rovigo Delta     |
| Segunda Línea             |               |               |               |                        |
| Javier Eissmann           | Segunda Línea | 28 años       | 25            | Sporting Union Agen    |
| Santiago Pedrero          | Segunda Línea | 24 años       | 9             | Selknam Rugby          |
| Bruno Sáez                | Segunda Línea | 20 años       | 0             | Charante               |
| Clemente Saavedra         | Segunda Línea | 27 años       | 24            | Selknam Rugby          |
| Tercera Línea             |               |               |               |                        |
| Alfonso Escobar           | Ala           | 27 años       | 22            | Selknam Rugby          |
| Andrés Kuzmanic           | Ala           | 23 años       | 0             | Selknam Rugby          |
| Raimundo Martínez         | Ala           | 25 años       | 14            | Selknam Rugby          |
| Joaquín Milesi            | Ala           | 24 años       | 3             | Real Ciencias          |
| Martín Sigren (C)         | Ala           | 29 años       | 31            | New England Free Jacks |
| Ernesto Tchimino          | Ala           | 24 años       | 0             | Selknam Rugby          |
| Inti Úbeda                | Octavo        | 29 años       | 1             | Selknam Rugby          |
| Medio Scrum               |               |               |               |                        |
| Lucas Berti               | Medio Scrum   | 21 años       | 0             | Montpellier            |
| Marcelo Torrealba         | Medio Scrum   | 29 años       | 15            | Selknam Rugby          |
| Benjamín Videla           | Medio Scrum   | 24 años       | 2             | Selknam Rugby          |
| Apertura-Centro           |               |               |               |                        |
| Rodrigo Fernández         | Apertura      | 29 años       | 27            | Petrarca Rugby         |
| Tomás Salas               | Apertura      | 26 años       | 2             | Selknam Rugby          |
| Diego Warnken             | Apertura      | 23 años       | 0             | Cóndores 7             |
| Clemente Armstrong        | Centro        | 24 años       | 0             | Selknam Rugby          |
| Nicolás Saab              | Centro        | 20 años       | 0             | Selknam Rugby          |
| Domingo Saavedra          | Centro        | 27 años       | 28            | Selknam Rugby          |
| Wing-Fullback             |               |               |               |                        |
| Cristóbal Game            | Wing          | 25 años       | 2             | Selknam Rugby          |
| Nicolás Garafulic         | Wing          | 26 años       | 19            | Selknam Rugby          |
| José Ignacio Larenas      | Wing          | 35 años       | 50            | Selknam Rugby          |
| Santiago Videla           | Wing          | 27 años       | 28            | Miami Sharks           |
| Iñaki Ayarza              | Fullback      | 25 años       | 18            | Vannes                 |
| Lucas Strabucchi          | Fullback      | 26 años       | 0             | Selknam Rugby          |
| Entrenador: Pablo Lemoine |               |               |               |                        |

## Estadísticas
- Estadísticas actualizadas hasta el 26 de julio de 2025.[23]

| Oponente              | Jugados | Ganados | Empatados | Perdidos | % de victorias | Mejor resultado |
| --------------------- | ------- | ------- | --------- | -------- | -------------- | --------------- |
| Alemania              | 1       | 1       | 0         | 0        | 100.0%         | 32-10           |
| Argentina             | 38      | 0       | 0         | 38       | 0.0%           | 17-25           |
| Argentina M20         | 1       | 0       | 0         | 1        | 0.0%           | 12-54           |
| Argentina XV          | 18      | 2       | 0         | 16       | 11.1%          | 28-0            |
| Bélgica               | 1       | 1       | 0         | 0        | 100.0%         | 33-5            |
| Bermudas              | 1       | 1       | 0         | 0        | 100.0%         | 65-8            |
| Brasil                | 32      | 25      | 2         | 5        | 78.1%          | 79-3            |
| Brasil XV             | 4       | 4       | 0         | 0        | 100.0%         | 57-36           |
| Canadá                | 9       | 2       | 0         | 7        | 22.2%          | 44-14           |
| Canadá XV             | 1       | 1       | 0         | 0        | 100.0%         | 36-25           |
| Corea del Sur         | 2       | 1       | 0         | 1        | 50.0%          | 30-12           |
| England Counties XV   | 1       | 0       | 0         | 1        | 0.0%           | 21-33           |
| Escocia               | 1       | 0       | 0         | 1        | 0.0%           | 11-52           |
| Escocia A             | 2       | 0       | 0         | 2        | 0.0%           | 17-19           |
| España                | 6       | 2       | 0         | 4        | 33.3%          | 28-23           |
| Estados Unidos        | 8       | 2       | 0         | 6        | 25.0%          | 21-13           |
| Fiyi                  | 1       | 0       | 0         | 1        | 0.0%           | 16-41           |
| Francia Amateur       | 1       | 0       | 0         | 1        | 0.0%           | 3-22            |
| Francia XV            | 2       | 0       | 0         | 2        | 0.0%           | 3-42            |
| Georgia               | 2       | 1       | 0         | 1        | 50.0%          | 30-24           |
| Hong Kong China       | 2       | 1       | 0         | 1        | 50.0%          | 22-17           |
| Inglaterra            | 1       | 0       | 0         | 1        | 0.0%           | 0-71            |
| Irlanda XV            | 1       | 0       | 0         | 1        | 0.0%           | 0-30            |
| Japón                 | 1       | 0       | 0         | 1        | 0.0%           | 12-42           |
| Junior Springboks     | 3       | 0       | 0         | 3        | 0.0%           | 13-42           |
| Kenia                 | 1       | 1       | 0         | 0        | 100.0%         | 23-3            |
| Māori All Blacks      | 1       | 0       | 0         | 1        | 0.0%           | 0-73            |
| Namibia               | 1       | 0       | 0         | 1        | 0.0%           | 26-28           |
| Nueva Zelanda XV      | 1       | 0       | 0         | 1        | 0.0%           | 6-34            |
| Oxford y Cambridge    | 1       | 0       | 0         | 1        | 0.0%           | 6-42            |
| Países Bajos          | 1       | 0       | 0         | 1        | 0.0%           | 17-20           |
| Paraguay              | 30      | 29      | 0         | 1        | 96.6%          | 102-0           |
| Perú                  | 2       | 2       | 0         | 0        | 100.0%         | 31-3            |
| Portugal              | 4       | 0       | 0         | 4        | 0.0%           | 18-23           |
| Provincias Argentinas | 3       | 2       | 0         | 1        | 66.6%          | 37-28           |
| Rumania               | 3       | 1       | 0         | 2        | 33.3%          | 40-16           |
| Rusia                 | 3       | 2       | 0         | 1        | 66.6%          | 42-27           |
| Samoa                 | 1       | 0       | 0         | 1        | 0.0%           | 10-43           |
| Sudáfrica Desarrollo  | 1       | 0       | 0         | 1        | 0.0%           | 19-68           |
| Sudáfrica Gazelles    | 1       | 0       | 0         | 1        | 0.0%           | 3-73            |
| Sudáfrica XV          | 1       | 0       | 0         | 1        | 0.0%           | 12-78           |
| Sudamérica XV         | 1       | 0       | 0         | 1        | 0.0%           | 21-38           |
| Trinidad y Tobago     | 1       | 1       | 0         | 0        | 100.0%         | 35-6            |
| Tonga                 | 2       | 0       | 0         | 2        | 0.0%           | 30-32           |
| Uruguay               | 55      | 12      | 1         | 42       | 21.8%          | 34-9            |
| Uruguay XV            | 4       | 2       | 0         | 2        | 50.0%          | 22-20           |
| Venezuela             | 1       | 1       | 0         | 0        | 100.0%         | 95-3            |
| Total                 | 259     | 97      | 3         | 159      | 37.45%         | -               |

## Resultados destacados
|    | Año  | Rival     | Resultado | Diferencia |
| -- | ---- | --------- | --------- | ---------- |
| 1  | 2003 | Paraguay  | 102-0     | +102       |
| 2  | 2018 | Paraguay  | 97-0      | +97        |
| 3  | 2004 | Venezuela | 95-3      | +92        |
| 4  | 2009 | Brasil    | 79-3      | +76        |
| 5  | 2011 | Paraguay  | 71-3      | +68        |
| 6  | 1951 | Brasil    | 68-0      | +68        |
| 7  | 2024 | Paraguay  | 64-0      | +64        |
| 8  | 2016 | Paraguay  | 68-7      | +61        |
| 9  | 2017 | Paraguay  | 66-7      | +59        |
| 10 | 1997 | Bermudas  | 65-8      | +57        |

|    | Año  | Rival             | Resultado | Diferencia |
| -- | ---- | ----------------- | --------- | ---------- |
| 1  | 2009 | Argentina XV      | 6-89      | -83        |
| 2  | 1979 | Argentina         | 7-88      | -81        |
| 3  | 2016 | Argentina XV      | 12-87     | -75        |
| 4  | 2019 | Argentina XV      | 10-85     | -75        |
| 5  | 2013 | Argentina         | 10-85     | -75        |
| 6  | 1995 | Argentina         | 3-78      | -75        |
| 7  | 2018 | Māori All Blacks  | 0-73      | -73        |
| 8  | 1959 | Junior Springboks | 0-73      | -73        |
| 9  | 2007 | Argentina         | 8-79      | -71        |
| 10 | 2023 | Inglaterra        | 0-71      | -71        |

#### Victorias sobre equipos Tier 2 de la World Rugby
| Fecha                    | Resultado | Rival          |
| ------------------------ | --------- | -------------- |
| 5 de agosto de 1948      | 21-3      | Uruguay        |
| 15 de agosto de 1956     | 6-3       | Uruguay        |
| 11 de octubre de 1958    | 34-9      | Uruguay        |
| 12 de octubre de 1961    | 5-28      | Uruguay        |
| 24 de septiembre de 1967 | 16-11     | Uruguay        |
| 8 de octubre de 1969     | 13-6      | Uruguay        |
| 12 de octubre de 1971    | 6-11      | Uruguay        |
| 25 de septiembre de 1975 | 15-7      | Uruguay        |
| 26 de agosto de 1995     | 28-23     | España         |
| 24 de julio de 1999      | 20-18     | España         |
| 21 de octubre de 2001    | 33-13     | Uruguay        |
| 7 de julio de 2002       | 10-6      | Uruguay        |
| 24 de agosto de 2002     | 21-13     | Estados Unidos |

| Fecha                    | Resultado | Rival          |
| ------------------------ | --------- | -------------- |
| 6 de noviembre de 2004   | 30-24     | Georgia        |
| 20 de mayo de 2011       | 21-18     | Uruguay        |
| 9 de mayo de 2015        | 30-15     | Uruguay        |
| 15 de septiembre de 2021 | 25-24     | Argentina XV   |
| 9 de octubre de 2021     | 33-24     | Canadá         |
| 20 de noviembre de 2021  | 30-29     | Rusia          |
| 26 de noviembre de 2021  | 42-27     | Rusia          |
| 16 de julio de 2022      | 31-29     | Estados Unidos |
| 14 de septiembre de 2024 | 28-0      | Argentina XV   |
| 9 de noviembre de 2024   | 44-14     | Canadá         |
| 5 de julio de 2025       | 40-16     | Rumania        |

## Cronología de entrenadores
Desde el año 2002
| Año           | Entrenador        |
| ------------- | ----------------- |
| 2002–2006     | Jorge Navesi      |
| 2007          | Cristian Iga      |
| 2007          | Gonzalo Balbontin |
| 2008–2012     | Daniel Graco      |
| 2012–2014     | Omar Turcumán     |
| 2014–2015     | Paul Healy        |
| 2016          | Elías Santillán   |
| 2016–2017     | Bernard Charreyre |
| 2017          | Omar Turcuman     |
| 2017–2018     | Mark Cross        |
| 2018–presente | Pablo Lemoine     |